# Lysiloma aurita
Lysiloma aurita är en ärtväxtart som först beskrevs av Diederich Franz Leonhard von Schlechtendal, och fick sitt nu gällande namn av George Bentham. Lysiloma aurita ingår i släktet Lysiloma och familjen ärtväxter. Inga underarter finns listade i Catalogue of Life.